# Saint-Hilaire-Luc
Saint-Hilaire-Luc is een gemeente in het Franse departement Corrèze (regio Nouvelle-Aquitaine) en telt 75 inwoners (2009). De plaats maakt deel uit van het arrondissement Ussel.

## Geografie
De oppervlakte van Saint-Hilaire-Luc bedraagt 11,0 km², de bevolkingsdichtheid is dus 6,8 inwoners per km².
De onderstaande kaart toont de ligging van Saint-Hilaire-Luc met de belangrijkste infrastructuur en aangrenzende gemeenten.

## Demografie
Onderstaande figuur toont het verloop van het inwonertal (bron: INSEE-tellingen).